# Левый фашизм
Ле́вый фаши́зм — термин, который использовали для обозначения ранних версий фашизма на заре его популярности. Ранний фашизм часто провозглашал возможность построения социализма, опираясь на мистицизм, национализм, построение империи, наследие предков, поклонение вождю, репрессии, изоляционизм и экспансионизм. Широко распространялся тезис необходимости противопоставления «гнилому западу», борьбы с буржуазией, но без конкретизации, а также утверждения об особой роли нации, внешних и внутренних заговорах, национальных оскорблениях, несправедливости и угрозы к ней со стороны других стран и необходимость консолидации нации перед этими факторами. Классический пример — Отто Штрассер в Германии.
По мнению Антона Олейника, до Ночи длинных ножей левыми фашистами можно было называть и НСДАП. Действительно, самый глубокий корень фашизма — в дискредитации формальных институтов из-за их несоответствия повседневным практикам. Фашизм, пишет Слотердайк, «прямо отказывается от стараний как-то легитимировать себя, открыто провозглашая жестокость и „священный эгоизм“ как политическую необходимость и историко-биологический закон». Национализм в таких условиях становится одним из способов отторжения формальных институтов (демократии, международных договоров), расцениваемых как чуждые и навязанные извне.
Философ Юрген Хабермас был первым, кто широко использовал данный термин. После похорон Онезорга в Ганновере был созван конгресс «Вузы и демократия». В истории левого движения в ФРГ он стал роковым. Именно на этом форуме Хабермас назвал Руди Дучке «левым фашистом», так как, по его мнению, Дучке провоцировал полицейское насилие и террор ультраправых. Действительно, хотя он несправедливо обозвал самого Руди Дучке, многие сплотившиеся тогда вокруг него левые, против которых выступал Хабермас, дискутируя с их лидером, впоследствии действительно стали ультраправыми, открытыми нацистами, а их антисионизм был формой продолжения деятельности НСДАП под левыми лозунгами. Хабермас, в работах которого подчёркивается важное значение рационального дискурса, демократических институтов, а также неприятие насилия, внёс важный вклад в теорию конфликта, который часто связан не только с правыми, но и с ультралевыми.
Для социолога Ирвинга Луиса Хоровица левое крыло фашизма в США представляет собой отрицание или отказ от американской демократии и преданность делу социализма, что является лишь идеализированной абстракцией в сочетании с нежеланием противостоять реальной истории коммунизма. Фашизм использует язык мистики, приписывает все проблемы «везде и всегда имперскому заговору богатых людей, властей или высших слоёв общества», использует антисемитизм как псевдопопулистский инструмент.
Историк Ричард Волин использует термин «левый фашизм», доказывая, что часть европейской интеллигенции подвержена влиянию постмодернистских или антирационалистических программ, которые открывают возможность для культовых, иррациональных, антидемократических позиций, сочетающих в себе характеристики левизны и фашизма. Бернар-Анри Леви называет этот гибрид политической формы неопрогрессизмом, новым варварством или красным фашизмом. Для Леви это антилиберализм, антиамериканизм, антиимпериализм, антисемитизм и исламофашизм.
Этот термин также был принят американскими консерваторами, чтобы характеризовать нетерпимость левой идеологии в крайних формах. Этот термин имеет широкое применение в современной публицистике, изучающей необычные гибридные союзы и сходства политических движений конца XX века и начала XXI века.